# Tundraéghajlat
A tundraéghajlat a hideg övezet sarkköri övének éghajlata. Az északi félgömbön széles sávban uralja a vidéket, a déli félgömbön azonban csak az Antarktisz peremvidékén és néhány szigeten fordul elő. A hideg övezet azon éghajlata, amely még rendelkezik többé-kevésbé összefüggő növénytakaróval. Ez a természetes növényzet a tundra. A tajgához közelebbi sávban erdős tundrák húzódnak.

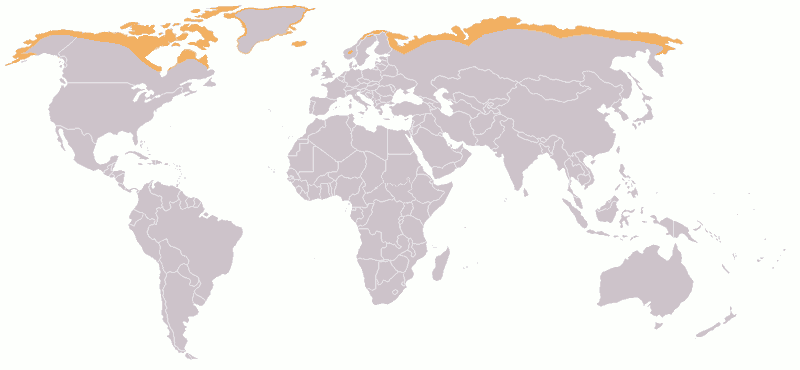
A tundra

## Elhelyezkedése
A tundraéghajlat az északi félgömbön Oroszország és Kanada északi részén, valamint Grönland partvidékén helyezkedik el. A déli félgömbön például Dél-Georgián vagy a Kerguelen-szigeteken foglal el területeket.

## Jellemzői
A tundra elsősorban a sarkkörökön túli területeken fordul elő, ezért többnapos nappalok és éjszakák jellemzik. A napsugarak igen alacsony hajlásszögben érik a felszínt, az évi középhőmérséklet 0°C alatt van.
Két évszak különül el:
- A 8-10 hónapos zord tél, egyes helyeken a leghidegebb időszakban mértek már -50°C-ot is.
- A "nyár" hűvös és kb. 2-4 hónapig tart. Ekkor a fagyott, rossz minőségű tundratalaj felső része fellazul. Ebben az időszakban a tundrát tavak borítják. A nyári nappalok max. hőmérséklete kb. 7-12°C körüli, de ennél lehet kevesebb is.

A tundra csapadékmennyisége igen alacsony. A területen a sarki szél az uralkodó szélrendszer. A növény- és állatvilágban a hideghez való alkalmazkodás fontos szerepet játszik. Nyáron a rénszarvasok vonulási területeként szolgál.
A tengerek által is befolyásolt grönlandi Nuuk tundraéghajlatának jellemzői:
| Hónap                                                                              | Jan.  | Feb.  | Már.  | Ápr.  | Máj.  | Jún. | Júl. | Aug. | Szep. | Okt.  | Nov.  | Dec.  | Év    |
| ---------------------------------------------------------------------------------- | ----- | ----- | ----- | ----- | ----- | ---- | ---- | ---- | ----- | ----- | ----- | ----- | ----- |
| Rekord max. hőmérséklet (°C)                                                       | 11,0  | 11,0  | 12,0  | 13,0  | 16,0  | 23,0 | 24,0 | 22,0 | 17,0  | 18,0  | 14,0  | 15,0  | 24,0  |
| Átlagos max. hőmérséklet (°C)                                                      | −4,6  | −4,7  | −5,1  | −1,2  | 3,1   | 7,0  | 9,9  | 9,3  | 6,0   | 1,4   | −1,3  | −3,5  | 1,4   |
| Átlaghőmérséklet (°C)                                                              | −7,3  | −7,7  | −7,9  | −3,8  | 0,7   | 4,1  | 6,7  | 6,4  | 3,7   | −0,7  | −3,6  | −6,1  | −1,3  |
| Átlagos min. hőmérséklet (°C)                                                      | −10,0 | −10,7 | −10,7 | −6,3  | −1,7  | 1,1  | 3,5  | 3,5  | 1,4   | −2,7  | −5,8  | −8,6  | −3,9  |
| Rekord min. hőmérséklet (°C)                                                       | −29,0 | −27,0 | −28,0 | −21,0 | −12,0 | −6,0 | −2,0 | −3,0 | −8,0  | −14,0 | −18,0 | −26,0 | −29,0 |
| Átl. csapadékmennyiség (mm)                                                        | 40    | 47    | 49    | 47    | 55    | 62   | 87   | 85   | 89    | 66    | 73    | 74    | 774   |
| Havi napsütéses órák száma                                                         | 31    | 84    | 186   | 240   | 186   | 150  | 186  | 124  | 90    | 62    | 30    | 0     | 1369  |
| Forrás: Meteorológiai Világszervezet, http://news.bbc.co.uk/weather/forecast/13013 |       |       |       |       |       |      |      |      |       |       |       |       |       |

## Fordítás
Ez a szócikk részben vagy egészben  a   Tundra című angol Wikipédia-szócikk fordításán alapul.  Az eredeti cikk szerkesztőit annak laptörténete sorolja fel. Ez a jelzés csupán a megfogalmazás eredetét és a szerzői jogokat jelzi, nem szolgál a cikkben szereplő információk forrásmegjelöléseként.